# دورية علمية

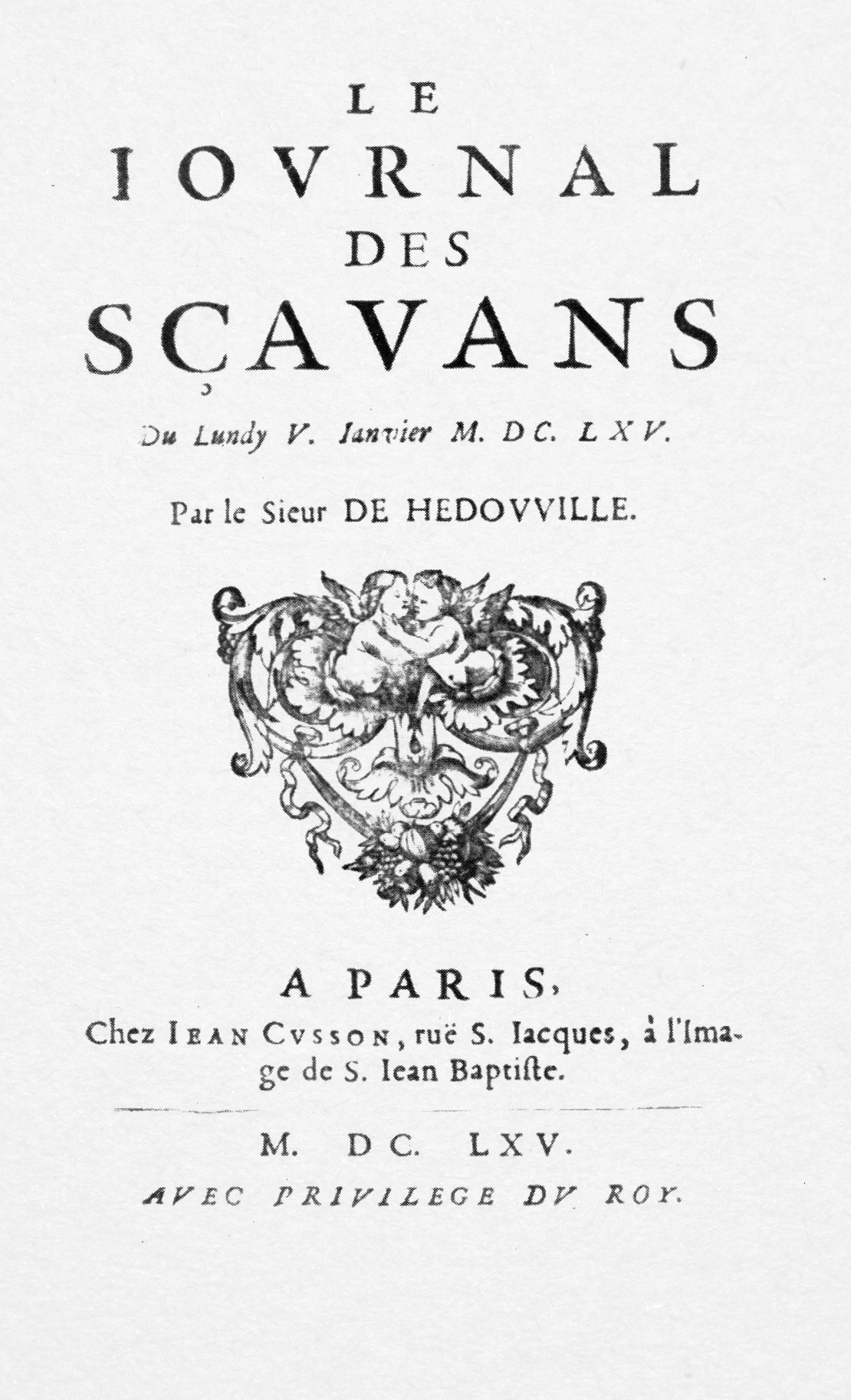

الدورية العلمية  هي نشرة تصدر على فترات محددة وتهتم بأخبار الأبحاث العلمية الأكاديمية. على العكس من المجلات العلمية، جمهور الدوريات العلمية هم عادة من الأكاديمين.
تعتبر الدوريات شريانًا هامًا من شرايين المعلومات في المكتبات ومراكز المعلومات وخاصة المكتبات الأكاديمية التي تولي اهتمامًا خاصًا للدوريات العلمية في مختلف مجالات المعرفة. ولقد ظلت الدوريات المطبوعة هي السائدة في مقتنيات المكتبات الأكاديمية حتى قبيل نهايات القرن الماضي وقبل التحول الجذري في وسائل نقل المعلومات إلى الوسيط الآلي الذي يزداد يوما بعد يوم.
ومنذ بضع سنوات تسارعت خطى النشر الإلكتروني حتى أصبحت نسبة كثيرة من الدوريات العلمية تنشر إلكترونيا بجانب النشر الورقي مما أدى إلى صدور الكثير من الدوريات المتخصصة في مجالات مختلفة في وسيط إلكتروني فقط مما سهل عملية إصدار هذه الدوريات المتخصصة وخفض تكلفة النشر والإصدار وليس هذا فحسب بل سهل أيضا عملية توزيع هذه الدوريات ووصولها إلى المهتمين بها. وفي ظل ارتفاع أسعار الدوريات الورقية وتزايد العبء المالي على ميزانية المكتبات الأكاديمية، فقد وجدت هذه المكتبات في الدوريات الإلكترونية مخرجا للاشتراك في أكبر عدد ممكن من عناوين الدوريات وبأسعار أقل من الاشتراك المعتاد في الدوريات الورقية. وتعتبر دورية نيتشر البريطانية من أشهر الدوريات العلمية.

## الدوريات الإلكترونية
تصدر الدوريات الإلكترونية في صورتين مختلفتين كالتالي:
1. دوريات مطبوعة؛ ولها إصدار مواز في شكل الإلكتروني وهذا يشمل الجزء الأكبر من الدوريات.
2. دوريات إلكترونية فقط؛ أي أنها تصدر في شكل إلكتروني فقط وهي لا تحتاج إلى ناشر بل إلى محرر وربما هيئة علمية إذا كانت الدورية علمية محكمة.

ولكلا النوعين أهميتهما في المجتمع العلمي وأثرهما على خلق المعرفة ونشرها، لذلك حظيت الدوريات الإلكترونية بأهمية في صناعة المعلومات كما حظيت باهتمام الكتاب والمؤلفين والناشرين والمكتبات ومراكز المعلومات، وهناك شكلان للدوريات الإلكترونية الموجودة علي شبكة الإنترنت والتي أثَّرت على تحول الكثير من الدوريات العلمية من دوريات مطبوعة فقط إلى دوريات إلكترونية:
1. عناوين النص الكامل (بالإنجليزية: Full-text Titles) تحوي عدد من المجلدات السابقة للدورية بالإضافة للأعداد الحديثة وكل عدد يحوي جميع المقالات المنشورة به مع مقدمة المؤلف ومراجعات كتب وردود قصيرة وبعض المواد الملحقة. وقد تعامل المقالات في هذه الدوريات كملفات مستقلة أو كحزمة واحدة وتوزّع بطريقة توحي بأن الدورية أو العدد من الدورية يعامل كملف.

وينقسم الاشتراك فيها إلى ثلاثة أقسام:
- عناوين تتوافر على الإنترنت بالمجان ولا تحتاج إلى اشتراك، ويوجد عدد كبير من هذه الدوريات العلمية وشبة العلمية والإخبارية كاملة النص والمجانية على شبكة الإنترنت.
- عناوين تصدر في شكلها الإلكتروني بالإضافة إلى النسخة المطبوعة ويكون الاشتراك الآلي مصاحبا للاشتراك الورقي. أي أنه في حالة الاشتراك في النسخة المطبوعة فان الإصدار الآلي يعطي بالمجان. كما يمكن الاشتراك في النسخة الإلكترونية منفردة.
- عناوين تصدر مطبوعة وإلكترونية ويكون لكل إصدار اشتراك منفصل.

1. عناوين المختصرات (بالإنجليزية: Abstracts Titles) وهي عبارة عن عناوين تقوم فقط بنشر مستخلصات المقالات والبحوث المنشورة بالأعداد المطبوعة ولها قيمتها من حيث كونها إشعار بالأعداد الجديدة وفي نفس الوقت مرجع يؤدي إلى مستخلصات الأعداد القديمة. وهذا النوع من الدوريات الإلكترونية لا يتطلب اشتراكا للبحث في مستخلصات الأبحاث بل يتوفر ذلك بالمجان ويمكن طلب البحوث كاملة من الناشر مباشرة لقاء مبلغ محدد.

لقد تطور النشر الإلكتروني للدوريات تطورا سريعا تحقق فيه تحسن في نوعية المادة المنشورة؛ وذلك عن طريق نشر المجلات العلمية المحكمة المعروفة، ونوعية النشر عن طريق استخدام برامج ناقلة محسنة تفحص جودة النشر، كاستخدام برنامج نسق المستندات المنقولة.

## مميزات النشر الإلكتروني
يمتاز النشر الإلكتروني عن النشر الورقي بميزات عدة منها:
1. نوعية النشر وخلوه من عيوب النشر الورقي كغموض الطباعة ورداءته الورق وصغر الخط وما فيها من المآخذ التي تؤثر على النشر المطبوع.
2. السرعة في النشر حيث يتم تحميل المادة العلمية أوالعدد من الدورية مباشرة على الشبكة العالمية للمعلومات وبعد دقائق أوثوان من مصادقة لجنة النشر بعيد عن التأخير الذي قد يطر على طباعة النسخة الورقية.
3. السرعة في وصول العدد إلى المستخدم دون الحاجة إلى وسائط النقل التقليدية.
4. انخفاض تكلفة النشر مما ساعد على ظهور دوريات علمية كثيرة في صيغة إلكترونية فقط وحل أزمة كثير من الدوريات العلمية المتعددة بسبب مشاكل الدعم المالي للنشر.
5. انخفاض تكلفة الاشتراك في هذه الدوريات إذا قورنت بالدوريات الورقية لذلك فان كثير من الناشرين يقدمون النسخة الإلكترونية مجانا حال الاشتراك في النسخة المطبوعة أولقاء مبلغ إضافي زهيد.
6. سهولة البحث في أعداد دوريات الإلكترونية حيث تكون خاصية البحث في جميع الأعداد السابقة موجودة في كثير من الأحيان دون الحاجة إلى تصفح كل عدد للوصول إلى الموضوع المطلوب.
7. إمكانية إضافة مواد صوتية وفلميه وهذه ميزة غير موجودة في الدوريات المطبوعة وهي بحق قد أثرت النشر العلمي وخاصة في مجالات العلوم التطبيقية والفنون كمجلات الفلكلور والفن.
8. تخفيف الضغط على قسم الدوريات والخدمات المرجعية في المكتبة الأكاديمية حيث أصبحت عناوين الدوريات موجودة على صفحة المكتبة سواء قواعد البيانات أومجموعات الدوريات الإلكترونية أوقائمة الدوريات التي تشترك فيها المكتبة اشتراكا مباشر في النسخة المطبوعة وحصل على النسخة الإلكترونية مجانا.
9. التقليل من الأماكن المخصصة لحفظ الدوريات بعد عملية التجليد.

## دورية علمية
- المجلة الأكاديمية للأبحاث والنشر العلمي
- دراسات: العلوم الإنسانية والاجتماعية- الأردن
- دراسات في اللغة العربيّة وآدابها - جامعة سمنان الإيرانية وجامعة تشرين السورية
- مجلة العلوم الإنسانية والتطبيقية - جامعة المرقب
- مجلة العلوم الاجتماعية - جامعة الكويت
- مجلة كلية الآداب والعلوم الإنسانية - جامعة محمد الخامس
- المجلة العلمية لتجارة بنات الأزهر بالقاهرة - جامعة الأزهر
- المجلة التاريخية المصرية
- مجلة اتحاد الجامعات للبحوث في التعليم العالي/ اتحاد الجامعات العربية